# Samu Fóti
Samu Ferenc Fóti, pierwotnie Samu Fleck (ur. 17 maja 1890 w Budapeszcie, zm. 17 czerwca 1916 w Lipovém) – węgierski gimnastyk i dyskobol, medalista igrzysk olimpijskich.
Uczestniczył w rywalizacji na V Igrzyskach olimpijskich rozgrywanych w Sztokholmie w 1912. Startował tam w jednej konkurencji gimnastycznej – w wieloboju drużynowym zajął wraz z drużyną drugie miejsce. Wystartował także w jednej konkurencji lekkoatletycznej. W zawodach rzutu dyskiem, w trzeciej próbie, uzyskał wynik 36,37 m, co pozwoliło mu zająć dwudzieste piąte miejsce.
Reprezentował barwy budapeszteńskiego klubu BTC.
Jego rekord życiowy w rzucie dyskiem wyniósł 39,43 metra.